# 千歳市工業団地
千歳市工業団地（ちとせしこうぎょうだんち）は、北海道千歳市に11ヵ所ある工業団地の総称。

## 概要
千歳市の工業団地には臨空型の工業団地を中心に合計250社を超える企業が立地している。道央に位置する千歳市は北海道の空の玄関口である新千歳空港があり、高速道路へのアクセスも良い。また、水資源が豊富で上下水道使用量が比較的安価に設定され、天然ガスパイプラインも供給されており、通勤時間が概ね1時間以内におよそ240万人が居住しているなどの特徴がある。補助要件を満たすことにより千歳市・札幌市・北海道から助成を受けることができる。

## 沿革
1962年（昭和37年）に札幌通商産業局（現在の北海道経済産業局）が実施した「工業団地造成調査」に端を発する。これは、駐留米軍の撤退に伴う離職者対策と生産都市への脱皮を図るためであった。1964年（昭和39年）に北海道で初めての自治体による工業団地（千歳市第1市営工業団地）造成に着手した。1972年（昭和47年）には北海道初の民間デベロッパー方式による千歳第3工業団地を造成した。
1. 千歳市第1工業団地（48.24 ha）、1964年（昭和39年）造成（分譲終了）
2. 千歳市第2工業団地（69.16 ha）、1967年（昭和42年）造成（分譲終了）
3. 千歳第3工業団地（77.92 ha）、1972年（昭和47年）造成（分譲中）
4. 千歳臨空工業団地（214.40 ha）、1979年（昭和54年）造成（分譲中）
5. 千歳サイエンスパーク（8.95 ha）、1991年（平成3年）造成（分譲中）
6. 千歳市第4工業団地（31.52 ha）、1992年（平成4年）造成（分譲中）
7. 千歳市根志越業務団地（6.45 ha）、1992年（平成4年）造成（分譲中）
8. 千歳美々ワールド（108.36 ha）、1994年（平成6年）造成（分譲中）
9. 千歳流通業務団地（30.29 ha）、1994年（平成6年）造成（分譲中）
10. 千歳オフィス・アルカディア（29.82 ha）、1996年（平成8年）造成（分譲終了）
11. 新千歳空港ロジスティックスセンター（33.6 ha）、2015年（平成27年）造成（分譲中）[5]

## 立地企業
千歳市第1工業団地
- エネサンス北海道
- カルビー
- 北原電牧
- 鴻池運輸
- 積水化成品北海道
- ダイヘン
- ダスキンプロダクト北海道
- トッパンパッケージプロダクツ
- 日本アスパラガス
- 日本高圧コンクリート
- 白生舎
- フランスベッド
- 文化シヤッター
- 北海道ガス（北ガス）

千歳市第2工業団地
- 麒麟麦酒
- 東洋製罐
- 苫小牧埠頭
- パナソニック オートモーティブ&インダストリアルシステムズ社（旧パナソニック エナジー社）
- 北海道森紙業（王子グループ）
- 道央農業協同組合（JA道央）
- 東洋インキ北海道
- 東洋アドレ
- 千歳相互観光バス

千歳第3工業団地
- IHIアグリテック（登記上の本店）
- ハウス食品
- 岩田醸造
- マテック
- 上田商会
- ジェコス北海道
- 日清食品ホールディングス
- ダイナックス
- ケイセイ
- オリオン機械
- スガノ農機
- ブリヂストンBRM
- 札幌日清食品
- 佐川急便

千歳市第4工業団地
- 堺商事
- ミツウロコ
- 北海道電力
- 生活協同組合コープさっぽろ
- 北海道千歳ハム
- 地崎商事
- フジッコ

千歳臨空工業団地
- 鹿島建設
- 日本血液製剤機構
- ミツミ電機
- エア・ウォーター
- 京葉プラントエンジニアリング
- 多治見無線電機
- ケイシイシイ
- もりもと
- SUMCO
- 三菱マテリアル
- 北海道キッコーマン
- ムトウ
- 佐藤水産
- 岩塚製菓
- バイファ
- 日本メドトロニック
- トランシス
- ヤマト運輸
- フルヤ金属
- 中尾アルミ製作所
- 友和
- フタバ食品
- デンソー北海道
- パナソニック環境エンジニアリング
- パスコ
- 岡谷エコ・アソート（岡谷鋼機グループ）

千歳サイエンスパーク
- 日本食品分析センター
- 奈良機械製作所
- オーヤマ・データサービス

千歳市根志越業務団地
- 宗谷バス
- トライアルカンパニー
- 今村花店
- 日勝建設工業
- 地崎道路

千歳美々ワールド
- オリックス自動車
- スカイレンタカー北海道
- トヨタレンタリース札幌
- トヨタレンタリース新札幌
- ニッポンレンタカー北海道
- エクシア
- ウィングサービス
- セイコーエプソン
- エネワンソーラーパーク千歳共同事業体

千歳流通業務団地
- ふらのバス
- あぼじ食品
- メデック
- ヤマト運輸
- 北海道電力
- 石油資源開発
- 沖縄ツーリスト
- 東洋コンクリート
- クリーン開発
- 野村運送
- 北海道拓殖バス

千歳オフィス・アルカディア
- プロッド・イクス（千歳アウトレットモール・レラ）
- タイムズモビリティネットワークス
- 沖縄ツーリスト
- イデックスオート・ジャパン
- 札幌バルナバフーズ
- ディーサプライ
- FJコンポジット
- ジェイアール北海道レンタリース
- 日産カーレンタルソリューション

## 交通
空港
- 新千歳空港（24時間運用[6]）

港湾
- 苫小牧港（中核国際港湾・国際拠点港湾）まで約30 km
- 石狩湾新港（重点港湾）まで約57 km
- 小樽港（重要港湾）まで約79 km
- 室蘭港（国際拠点港湾）まで約94 km

鉄道
- 日本貨物鉄道北海道支社（JR貨物）
  - 札幌貨物ターミナル駅まで車で約30分（高速道路利用）
- 北海道旅客鉄道（JR北海道）
  - 千歳線：長都駅 - 千歳駅 - 南千歳駅
  - 千歳線（支線）：南千歳駅 - 新千歳空港駅
  - 石勝線：南千歳駅

高速道路
- 道央自動車道（北海道縦貫自動車道）：千歳恵庭JCT - 千歳IC - 新千歳空港IC
- 道東自動車道（北海道横断自動車道）：千歳恵庭JCT - 千歳東IC

地域高規格道路
- 道央圏連絡道路

一般国道
- 国道36号
- 国道234号
- 国道337号